# Панчамукха

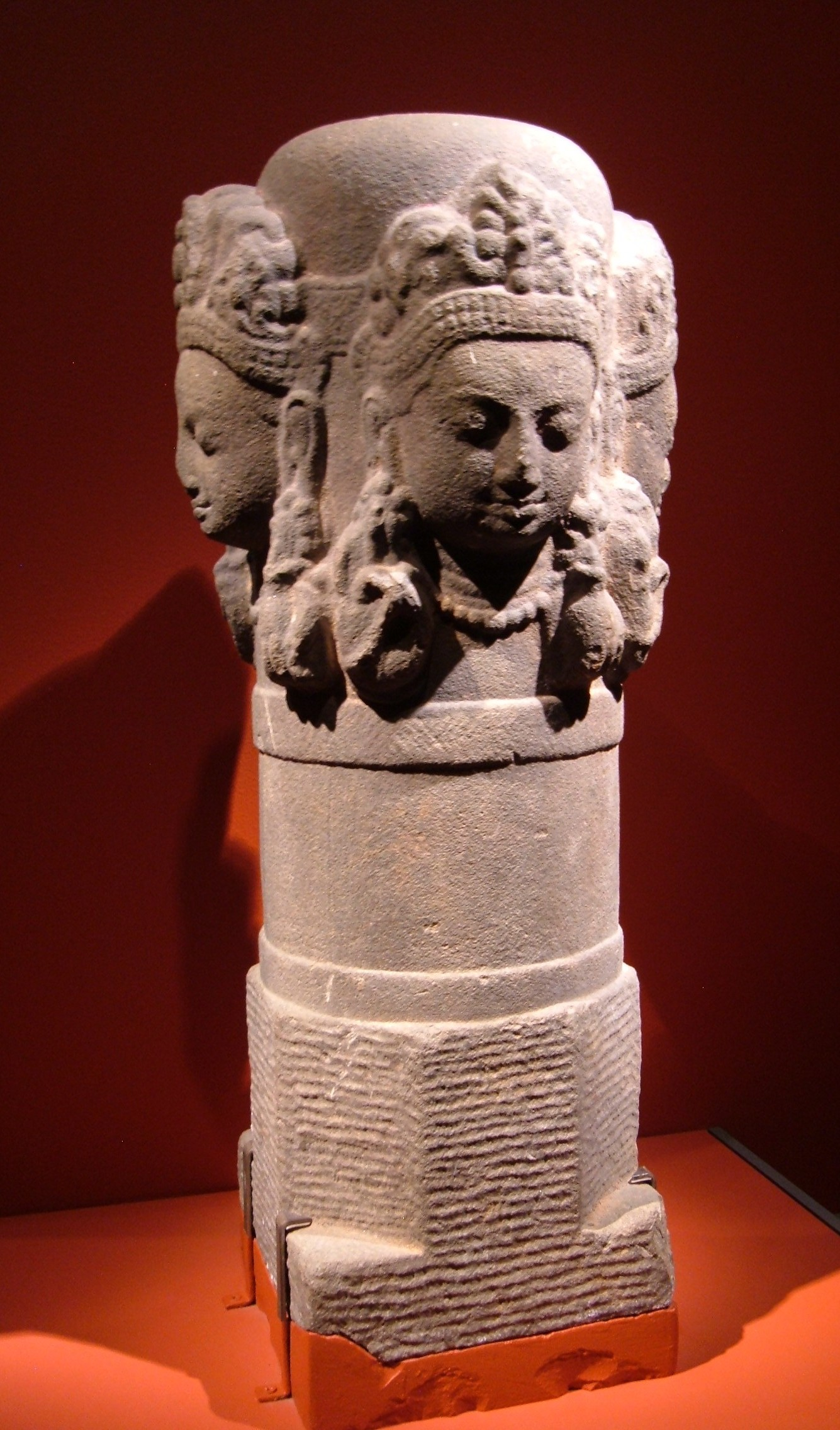
Панчамукха Шивалингам — Лингам Шивы с пятью ликами

Панчамукха (санскр. पञ्चमुख, IAST: pañca-mukha — «пять лиц») — термин в иконографии индуизма. Обозначает изображение божества с пятью ликами. Единственным исключением является изображение «Панчамукха-шива-лингама» — в этом случае у мурти изображается четыре лика; пятый лик — Ишана — согласно традиции, не отображается, так как связан с безличностным аспектом Шивы.
Наиболее часто в виде Панчамукхи изображают Шиву (Шива-панчамукха), Ганешу (Ганеша-панчамукха) и Ханумана (Хануман-панчамукха).
Появление этого типа изображений возможно связано с тем, что число «пять» является одним из священных чисел, см., например: Панча-татва, Панчакшара-мантра, Панча-сукта.